# Michael Fallon
Michael Cathel Fallon (ur. 14 maja 1952 w Perth) – brytyjski polityk, członek Partii Konserwatywnej. Poseł do Izby Gmin w latach 1983−1992 i ponownie od 1997. W latach 2014−2017 minister obrony w gabinetach Davida Camerona i Theresy May.

## Życiorys

### Wykształcenie i młodość
Pochodzi z inteligenckiej rodziny, jego ojciec był lekarzem chirurgiem. Ukończył studia w zakresie filologii klasycznej i historii starożytnej na University of St Andrews. Jeszcze jako student zaangażował się w kampanię przed referendum w sprawie przystąpienia Wielkiej Brytanii do EWG jako zwolennik opcji proeuropejskiej. Zaraz po studiach został etatowym pracownikiem Partii Konserwatywnej, początkowo jako członek osobistego personelu lorda Caringtona, a następnie baronessy Elles.

### Kariera polityczna

#### Pierwszy okres w Izbie Gmin
W 1982 po raz pierwszy wystartował w do Izby Gmin, jako kandydat w wyborach uzupełniających w okręgu wyborczym Darlington. Poniósł wówczas porażkę, ale w 1983 uzyskał mandat w tym samym okręgu w wyborach powszechnych. Reprezentował ten okręg do wyborów w 1992, w których pokonał go kandydat Partii Pracy Alan Milburn. W czasie swojego pierwszego pobytu w Izbie piastował kilka stanowisk rządowych niższego szczebla, m.in. wiceministra edukacji ds. szkół.

#### Powrót do parlamentu
Po jednej kadencji poza parlamentem, w czasie której został współwłaścicielem sieci prywatnych żłobków, w 1997 ponownie został posłem jako przedstawiciel okręgu wyborczego Sevenoaks. Po zwycięstwie konserwatystów w wyborach w 2010 został wiceprzewodniczącym tej partii (co w polskiej terminologii odpowiadałoby zastępcy sekretarza generalnego), zaś w 2012 został ministrem stanu (w polskiej terminologii: pierwszym wiceministrem) w resorcie biznesu i przedsiębiorstw, a od 2013 równolegle również w resorcie energetyki. W styczniu 2014 otrzymał dodatkowo objął na kilka miesięcy nowe stanowisko ministra ds. Portsmouth, mającego zajmować się w sposób szczególny tym pogrążonym w kłopotach ważnym miastem. 15 lipca 2014 został awansowany w skład gabinetu Davida Camerona jako minister obrony. Zachował ten urząd również po wyborach w 2015 roku, jak również w powołanym 13 lipca 2016 gabinecie Theresy May. Po wybuchu skandalu dotyczącego przypadków molestowania seksualnego przez posłów Izby Gmin i przedstawicieli największych partii politycznych podał się do dymisji, urzędowanie zakończył 2 listopada 2017.